# Gintama the Movie: Capitolo finale - Tuttofare per sempre
Gintama the Movie: Capitolo finale - Tuttofare per sempre (劇場版銀魂 完結篇 万事屋よ永遠なれ?, Gekijōban Gintama - Kanketsu-hen - Yorozuya yo eien nare, lett. "Gintama - Il film - Capitolo finale - Agenzia Tuttofare per sempre") è un film d'animazione del 2013 diretto da Yōichi Fujita. È il secondo film anime ispirato alla serie manga ed anime Gintama di Hideaki Sorachi.

## Trama
Mentre lavora in un cinema, Gintoki si imbatte in un "ladro di film" (una figura nella cultura giapponese spesso raffigurata come un uomo con una videocamera come testa, che rappresenta qualcuno che filma illegalmente nei cinema). Dopo aver rimproverato il ladro di film per le sue azioni, si ritrova trasportato in un altro mondo attraverso l'obiettivo della fotocamera. In questa realtà sono passati 5 anni e non solo Edo si è trasformata in una terra desolata apocalittica, ma si afferma che Gintoki sia morto. Il ladro di film, o ladro del tempo, spiega che l'umanità è vicina all'estinzione e dà a Gintoki un oggetto per camuffarsi. Dopo che il ladro del tempo è stato danneggiato, Gintoki incontra i suoi compagni: Shinpachi Shimura, che si è trasformato in un bel samurai, e Kagura, che è diventata una bellissima donna senza più la sua tipica parlata infantile. Si presume che il Gintoki del futuro sia morto a causa della "Peste Bianca". Kagura e Shinpachi stanno cercando di fare i conti con la scomparsa del loro leader e Gintoki, travestito grazie al ladro del tempo, cerca di aiutarli a superare la loro tristezza.
Gintoki, Kagura e Shinpachi vanno all'esecuzione del leader Shinsengumi Isao Kondo, del terrorista Joi Kotaro Katsura e del meccanico Gengai Hiraga. Kondo e Katsura vengono salvati dai loro sottoposti Sogo Okita, Toshiro Hijikata ed Elizabeth, che hanno unito le forze per formare un nuovo gruppo che si oppone al bakufu, mentre Gengai si rivela essere un impostore. Interagendo con il nuovo gruppo Gintoki scopre che la Peste Bianca è stata iniziata da un gruppo di stregoni conosciuti come Enmi che la fazione Joi di Gintoki aveva combattuto in una guerra precedente. Gintoki è stato infettato da un virus che aveva subito un periodo di incubazione e il Gintoki del futuro è scomparso mentre lo combatteva. Una vittima della Peste Bianca è la sorella di Shinpachi, Tae, che è vicina alla morte. Per curarla, gli amici di Gintoki vanno alla ricerca dell'Enmi. Gintoki trova e uccide Enmi, che si rivela essere il Gintoki del futuro, che ha dato il via a questa serie di eventi per essere ucciso dal suo sé passato.
Nonostante la morte del futuro Gintoki, la Peste Bianca non si ferma. Gintoki utilizza il ladro del tempo riparato per tornare nel passato e uccidere sé stesso del passato della guerra, il Demone Bianco, prima che il virus entrasse in incubazione. Tuttavia, il demone bianco è in realtà Taizo Hasegawa sotto mentite spoglie. Viene rivelato che Tama è il ladro del tempo, che è stato usata dalle persone del futuro per impedire a Gintoki di cancellare la sua esistenza e aiutarlo a sconfiggere Enmi prima che inizi la peste. Insieme ai suoi amici e all'ultima generazione del vecchio Jouishi (Katsura, Takasugi, Sakamoto e il demone bianco altrimenti noto come Gintoki del passato) combattono contro gli Enmi. Alla fine, Gintoki e il demone bianco sconfiggono Enmi, prevenendo la peste. Gintoki si riunisce con l'Agenzia Tuttofare e poi lui e i suoi amici ritornano nella loro linea temporale, promettendo tutti di incontrarsi di nuovo. I membri originali Jōi guardano il tutto da una scogliera. Nella scena dopo i titoli di coda, viene mostrato che Gintoki, Shinpachi e Kagura si sono incontrati anche dopo che il passato è cambiato.

## Produzione
Il film è stato annunciato nell'agosto 2012 sulla rivista Weekly Shonen Jump di Shueisha, dove il manga è stato pubblicato. L'annuncio è arrivato insieme alla conferma che la storia è stata scritta da Hideaki Sorachi. La serie televisiva mostrava parte del suo logo fino a quando non ha rivelato il titolo completo nel marzo 2013. Sebbene fosse intitolato "Final Chapter", Sorachi disse che la serie manga non stava finendo e credeva che potesse riferirsi al fatto che il film fosse l'ultima produzione di Sunrise basata sulla serie. Essendo stato informato da Sunrise del titolo e del materiale del film, Sorachi ha scritto una storia che potrebbe essere considerata la fine della serie. Inoltre, il regista Yoichi Fujita ha commentato che avrebbero fatto una continuazione se fosse diventato un successo.

### Musica
Il film utilizza due temi musicali: il tema dell'inserto "Genjō Destruction" (現状ディストラクション, lett. "Present state Destruction") degli SPYAIR e la sigla finale "Pray" di Tommy Heavenly6. Mentre "Pray" è stata precedentemente utilizzata come prima sigla di apertura della serie, "Genjō Destruction" è stata composta per questo film e il suo singolo è stato pubblicato il 3 luglio 2013. SPYAIR aveva precedentemente contribuito con altri due temi per la serie TV. SPYAIR ha letto la sceneggiatura del film e in seguito ha parlato con Fujita per avere un'idea per "Genjō Destruction". Hanno appreso che il tema sarebbe stato utilizzato in una scena di combattimento e quindi hanno lavorato per comporre una canzone di alta qualità in modo che corrispondesse al film. Il 3 luglio 2013 è stato pubblicato un CD con la colonna sonora di ventitré temi da Aniplex.

### Modifiche
L'Anime Book per il secondo film di Gintama aveva una parte bonus in cui mostrava gli storyboard della versione originale del film 2 in cui c'erano 3 scene aggiuntive che sono state tagliate dalla versione finale. Queste scene includono: tutte le versioni future dei personaggi di Gintama, con l'eccezione di Gintoki, Tae e quelli che non compaiono nel film con dialoghi. Una conversazione con Gintoki e Gengai dopo che Gintoki ha incontrato il suo sé futuro, e la più importante, una scena tagliata che avrebbe spiegato come i ricordi di Gintoki siano tornati agli altri, con Tama, che ha salvato le foto di Gintoki e le ha usate per mostrarle a tutti in giro, restituendo loro i ricordi di Gintoki. Inoltre, sono state apportate altre due modifiche, una versione diversa dell'apertura e una versione diversa di come sarebbero andati i discorsi su Gintoki e Gintoki del Futuro.

## Distribuzione
Nel dicembre 2012 al Jump Festa, il cast della serie anime Gintama ha commentato di non essere sicuro di quando il film sarebbe uscito a causa di ritardi nella sceneggiatura. Il ritardo all'estate 2013 è stato confermato nel gennaio 2013 in un episodio della serie TV. Un evento anime intitolato "Soul of Silver" è stato realizzato per promuovere il film a Osaka. Il DVD con video e interviste dell'evento è stato pubblicato il 23 ottobre 2013. Una novelizzazione del film di Ohsaki Tomohito è stata pubblicata da Shueisha l'8 luglio 2013.
Il film è stato presentato in anteprima nelle sale il 6 luglio 2013. Il 29 giugno 2013 è stata fatta una pre-apertura al Ryogoku Kokugikan con un evento per i fan con apparizioni dei doppiatori della serie. Gli spettatori possono acquistare speciali popcorn aromatizzati che rappresentano i personaggi di Gintoki Sakata, Kagura e Toshiro Hijikata. Inoltre, a tutti loro vengono dati taccuini con copertina "Volume 0-style" realizzata da Hideaki Sorachi. E in Italia per opera di Dynit il 14 aprile 2023 su Prime Video.

## Incassi
Il film ha debuttato al botteghino giapponese al quarto posto guadagnando 281.776.256 yen (2.821.707 dollari) in 127 schermi. Oricon ha riferito nell'agosto 2013 di aver venduto oltre un milione di biglietti, superando le vendite dei biglietti del precedente film di Gintama. Alla fine del 2013, il film ha incassato 1,7 miliardi di yen (17,42 milioni di dollari) al botteghino giapponese.
È stato pubblicato in formato DVD e Blu-ray il 18 dicembre 2013 da Aniplex. I due sono disponibili sia in edizione normale che limitata, quest'ultima include un CD extra bonus. Una settimana dopo la sua uscita, il Blu-ray ha venduto 38.783 unità in Giappone, mentre a metà gennaio 2014 ha raggiunto un totale di 44.778 unità vendute.